# Tampereen Pallo-Veikot

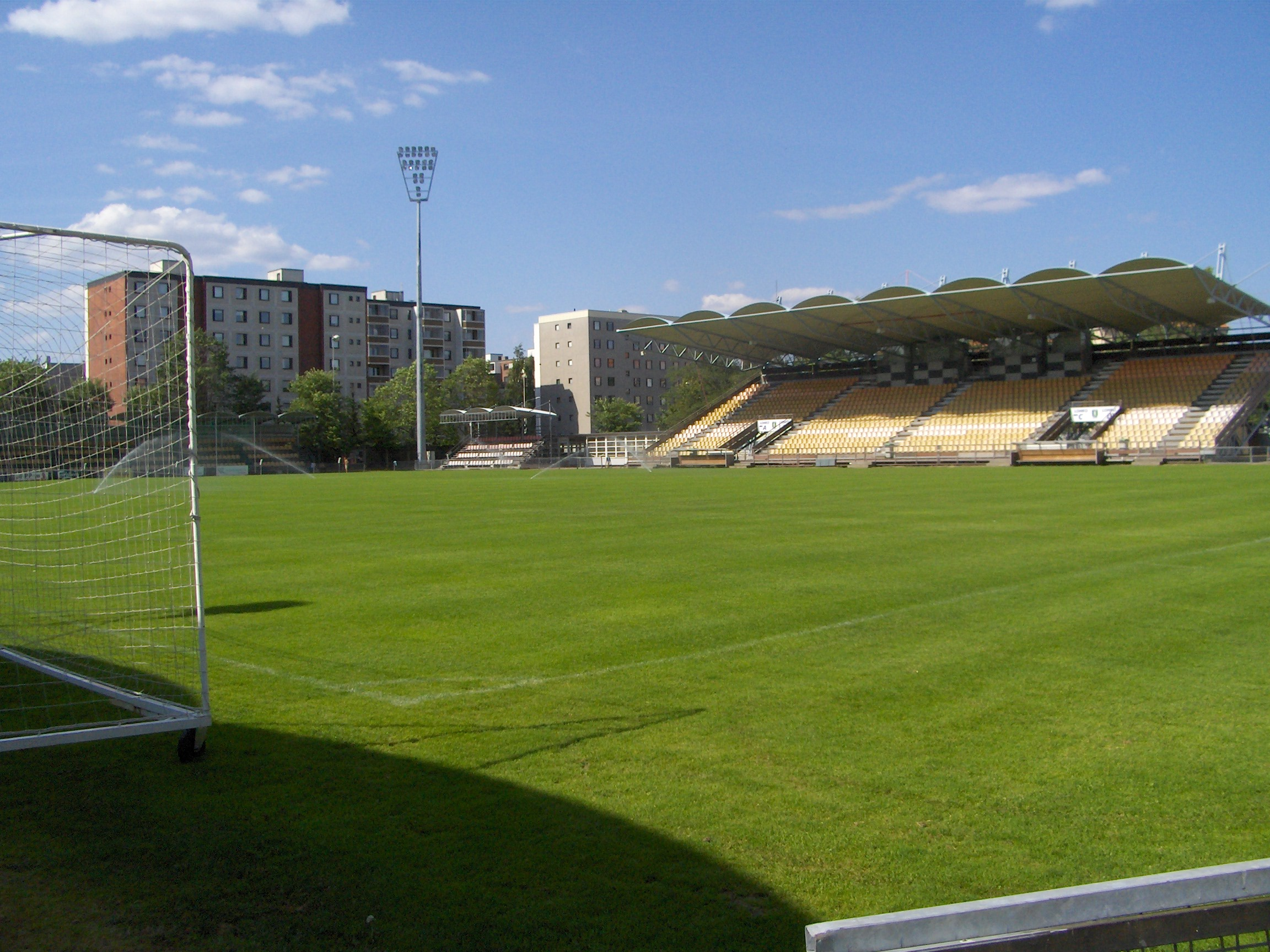
Tammelan Stadion (12 sierpnia 2006)

Tampereen Pallo-Veikot – fiński klub piłkarski z Tampere założony w 1930 roku. Swoje mecze rozgrywane na Tammelan Stadion o pojemności 5040 widzów.

## Europejskie puchary
Legenda do wszystkich tabel:
- Q – runda eliminacyjna, 1/16, 1/8, 1/4, 1/2 – odpowiednia faza rozgrywek, Grupa – runda grupowa, 1r gr – pierwsza runda grupowa, 2r gr – druga runda grupowa, F – finał, R – runda, PO – play-off
- k. – rzuty karne, los. – losowanie, Dogr. – dogrywka, w. – zasada bramek strzelonych na wyjeździe

| Sezon   | Rozgrywki   | Runda | Przeciwnik | Dom | Wyjazd | Ogólnie |
| ------- | ----------- | ----- | ---------- | --- | ------ | ------- |
| 1995/96 | Puchar UEFA | 1Q    | Viking FK  | 0–4 | 1–3    | 1–7     |